# Nineteen
Nineteen était un magazine consacré au rock qui tenait son nom d'un morceau figurant sur le premier 45 tours des Dogs. Publié à Toulouse par l'association éponyme, à l'instigation de Benoît Binet, Antoine Madrigal et Monique Sabatier, ce qui était un fanzine à l'automne 1982 s'est petit à petit mué en magazine reconnu dans le milieu du rock et plus particulièrement parmi les fans de rock sixties, de rock australien et de garage rock. Il devient alors une référence dans le milieu de la presse rock en France. À l'instar de ceux de Philippe Garnier, les articles de Nineteen étaient fouillés, le plus souvent accompagnés d'une solide discographie. Le magazine acquiert une réputation en proposant des interviews ou des portraits originaux de personnalités comme Alex Chilton, de Syd Barett ou des approches originales de groupes comme R.E.M. Chaque numéro proposait plusieurs interviews. Des journalistes professionnels spécialisés dans le rock, comme Jean-Luc Manet, y participe.
Sa distribution se faisait soit chez les disquaires spécialisés dans le rock, soit par abonnement, et même d'avril à juillet 1985 dans les kiosques à journaux. À partir de la dix-huitième livraison, en novembre 1985, les abonnés de Nineteen recevaient même un disque avec leur magazine, tout d'abord un flexi-disc, puis un véritable 45 tours. Furent ainsi édités des morceaux des Nomads, des Sinners, d'Alex Chilton, de Nikki Sudden, etc.L'association Nineteen publiait également un mensuel de petit format également consacré au rock qui s'intitulait Going Loco.
Nineteen a cessé de paraître au premier trimestre 1988 à cause de problèmes financiers. Une anthologie d'une quarantaine d'articles issue du magazine a été publiée aux éditions Les Fondeurs de brique.